# Кадваллон ап Ейніон
Кадваллон ап Ейніон (валл. Cadwallon ap Einion), також відомий як Кадваллон Довгорукий (валл. Cadwallon Lawhir, 560-534) — напівлегендарний король Гвінеду.
Згідно з переказами, Кадваллон правив під час, або відразу після Битви при Маунт Бадон, легендарної перемоги короля Артура над саксами. Малоймовірно, що Кадваллон був учасником цієї битви, але він, швидше за все, зміг скористатися її плодами, а саме періодом відносного миру і процвітання в Британії, що настав після неї. Головним військовим досягненням Кадваллона стало остаточне вигнання ірландських поселенців з Англсі і приєднання до Гвінеда цього острова, що став пізніше культурним і політичним центром королівства.
Своє прізвисько «Довгорукий» отримав через свої довгі руки. Згідно з переказами середньовічного уельського барда Іоло Гоха, Кадваллон «міг підняти камінь з землі, не згинаючи спини, оскільки руки його були настільки довгі, що діставали до землі».
Згідно давнього британського історика Гілди Прекрасного, син Кадваллона, Майлгун, вбив свого дядька, щоб зайняти трон, що дозволяє припустити, що хтось ще, крім Майлгуна, успадкував королівство після смерті Кадваллона. Інших доказів, які свідчать, хто б це міг бути немає, але деякі дослідники вважають, що цим королем, жертвою Майлгуна, міг бути Оуайн Білозубий, і Майлгун міг бути прототипом Мордреда з циклу легенд про короля Артура.